# کاراکوسورچوک
کاراکوسورچوک (به مجاری:  Karakószörcsök) یک شهرداری در مجارستان است که در وسپرم واقع شده‌است. کاراکوسورچوک ۷٫۱۱ کیلومتر مربع مساحت و ۳۲۶ نفر جمعیت دارد.